# 보니 라이트
보니 라이트(Bonnie Wright, 1991년 2월 17일 ~ )는 잉글랜드의 배우, 모델, 프로듀서이다.

## 출연 작품

### 영화
| 연도 | 제목                    | 역할        | 비고   |
| ---- | ----------------------- | ----------- | ------ |
| 2001 | 해리 포터와 마법사의 돌 | 지니 위즐리 | 데뷔작 |
| 2002 | 해리 포터와 비밀의 방   | 지니 위즐리 |        |